# Urs Zimmermann
Urs Zimmermann (* 29. November 1959 in Mühledorf, Kanton Solothurn) ist ein ehemaliger Schweizer Radrennfahrer.

## Karriere
Sein bedeutendster Erfolg als Amateur war der Gewinn der Silbermedaille im Mannschaftszeitfahren bei den UCI-Strassen-Weltmeisterschaften 1982 gemeinsam mit Richard Trinkler, Alfred Achermann und Daniel Heggli.
Zimmermann begann seine Profi-Karriere 1983 beim Schweizer Team Cilo-Aufina. Bereits in seinem zweiten Profijahr konnte er die Tour de Suisse mit einem Vorsprung von 2:18 Minuten auf Acácio da Silva für sich entscheiden. In den Folgejahren konnte er immer wieder Etappen und ganze Rennen, wie die Dauphiné Libéré, gewinnen. 1986 wurde er Schweizer Meister im Strassenrennen. 1992 beendete Zimmermann seine Karriere. Im Verlag Edition 8 ist 2001 sein autobiographischer Roman Im Seitenwind erschienen, illustriert von Marc Locatelli.
Zimmermann lebt mit seiner Frau und seiner Tochter im Kanton Aargau und arbeitet als Informatiker.

## Wichtigste Erfolge
1981
- Hegiberg-Rundfahrt

1982
- Gesamtwertung Grand Prix Suisse de la Route

1984
- Gesamtwertung Tour de Suisse

1986
- Gesamtwertung Dauphiné Libéré
- Giro del Lazio
- Schweizer Meister - Strassenrennen
- Gesamtwertung und eine Etappe Critérium International

1987
- eine Etappe Tour de France

1988
- Gesamtwertung und eine Etappe Giro del Trentino
- eine Etappe Tour de Romandie

## Teams
- 1983: Cilo-Aufina
- 1984: Cilo-Aufina-Crans-Montana
- 1985: Carrera-Inoxpran
- 1986: Carrera-Inoxpran
- 1987: Carrera Jeans-Vagabond
- 1988: Carrera Jeans-Vagabond
- 1989: Carrera Jeans-Vagabond
- 1990: 7 Eleven-Hoonved
- 1991: Bleiker (bis 1. Mai)
- 1991: Motorola (ab 1. Juni)
- 1992: Motorola